# Bulgan (distrikt i Archangaj)
Bulgan (mongoliska: Булган Сум, Булган, Bulgan Sum) är ett distrikt i Mongoliet.   Det ligger i provinsen Archangaj, i den centrala delen av landet, 400 km väster om huvudstaden Ulaanbaatar.